# La Chapelle-Hermier
La Chapelle-Hermier is een gemeente in het Franse departement Vendée (regio Pays de la Loire) en telt 560 inwoners (1999). De plaats maakt deel uit van het arrondissement Les Sables-d'Olonne.

## Geografie
De oppervlakte van La Chapelle-Hermier bedraagt 18,2 km², de bevolkingsdichtheid is 30,8 inwoners per km².
De onderstaande kaart toont de ligging van La Chapelle-Hermier met de belangrijkste infrastructuur en aangrenzende gemeenten.

## Demografie
Onderstaande figuur toont het verloop van het inwonertal (bron: INSEE-tellingen).

1. ↑  Populations de référence 2022.